# شهن‌آباد (زاوه)
شهن آباد روستایی در دهستان زاوه بخش مرکزی شهرستان زاوه استان خراسان رضوی ایران است.
این روستا دارای ۳ مسجد به نام‌های جامع، صاحب الزمان. امام حسین می‌باشد.
غالب کشت این روستا زعفران می‌باشد و در بین روستاهای هم جوار بیشترین سطح کشت را دارا می‌باشد. از نظر مساحت تحت کشت زعفران بیشترین مقدار را در شهرستان زاوه دارا می‌باشد.

## جمعیت
بر پایه سرشماری عمومی نفوس و مسکن در سال ۱۳۹۰ جمعیت این روستا ۱٬۸۵۷ نفر (در ۵۴۶ خانوار) بوده است.